# Wydział Budownictwa i Architektury Politechniki Opolskiej
Wydział Budownictwa i Architektury Politechniki Opolskiej (WBIA PO) – jeden z siedmiu wydziałów Politechniki Opolskiej powstały w obecnej formie w 1991 roku po przekształceniu Instytutu Inżynierii Lądowej (poprzednio Wydział Budownictwa Lądowego). Kształci studentów na dwóch podstawowych kierunkach zaliczanych do nauk technicznych, na studiach stacjonarnych oraz niestacjonarnych.
W jego ramach znajduje się osiem katedr. Kadrę naukowo-dydaktyczną tworzą: 6 profesorów z tytułem naukowym, siedmiu doktorów habilitowanych, 30 doktorów i ośmiu asystentów. Prowadzą oni wspólne prace badawcze z naukowcami uczelni technicznych w: Mediolanie, Wiedniu, Stuttgarcie, Dreźnie, Bochum, Lwowie, Pradze, Brnie, Ostrawie i Bratysławie. Wynikami współpracy są wspólne seminaria i publikacje naukowe w czasopismach krajowych i zagranicznych.
Łącznie na Wydziale na studiach dziennych i zaocznych studiowało ponad 1000 studentów oraz kilkudziesięciu doktorantów, odbywających studia doktoranckie w ramach Wydziałowego Studium Doktoranckiego.

## Historia
Wydział był utworzony w 1966 roku początkowo jako Wydział Ogólnotechniczny Wyższej Szkoły Inżynierskiej w Opolu i należał do pierwszych jednostek naukowo-dydaktycznych powołanych na tej uczelni. W roku 1967 otrzymał nazwę Wydział Budownictwa Lądowego. Później przechodził kolejne zmiany organizacyjne. Od roku akademickiego 1991/1992 funkcjonował jako Wydział Budownictwa.
W okresie 1966–1973 wydział kształcił studentów na poziomie inżynierskim. W roku akademickim 1973/1974 uzyskał prawo nadawania absolwentom tytułu magistra inżyniera. Od 2005 roku wydział prowadzi kształcenie dwustopniowe na poziomach inżynierskim i magisterskim w systemie studiów dziennych i zaocznych.
W 1981 roku wydział uzyskał prawa do nadawania stopnia naukowego doktora. W 2007 roku, za kadencji dziekana prof. Romana Jankowiaka, wydział uzyskał prawa nadawania habilitacji. W 2015 roku dokonano zmiany nazwy wydziału na Wydział Budownictwa i Architektury.

## Władze (2020–2024)
- Dziekan: prof. dr hab. inż. Zbigniew Zembaty
- Prodziekan ds. dydaktyki: dr hab. inż. Andrzej Marynowicz
- Prodziekan ds. organizacyjnych: dr inż. Arkadiusz Mordak
- Przewodniczący rady naukowej dyscypliny inżynieria lądowa, geodezja i transport: dr hab. inż. Damian Bęben
- Przewodnicząca rady naukowej dyscypliny architektura i urbanistyka: dr hab. inż. arch. Mirosław Bogdan

## Władze (2016–2020)
- Dziekan: prof. dr hab. inż. Zbigniew Zembaty
- Prodziekan ds. nauki: dr hab. inż. Damian Bęben, prof. PO
- Prodziekan ds. dydaktyki: dr inż. Henryk Nowak
- Prodziekan ds. współpracy i rozwoju: dr inż. Arkadiusz Mordak

## Poczet dziekanów
Wydział Ogólnotechniczny

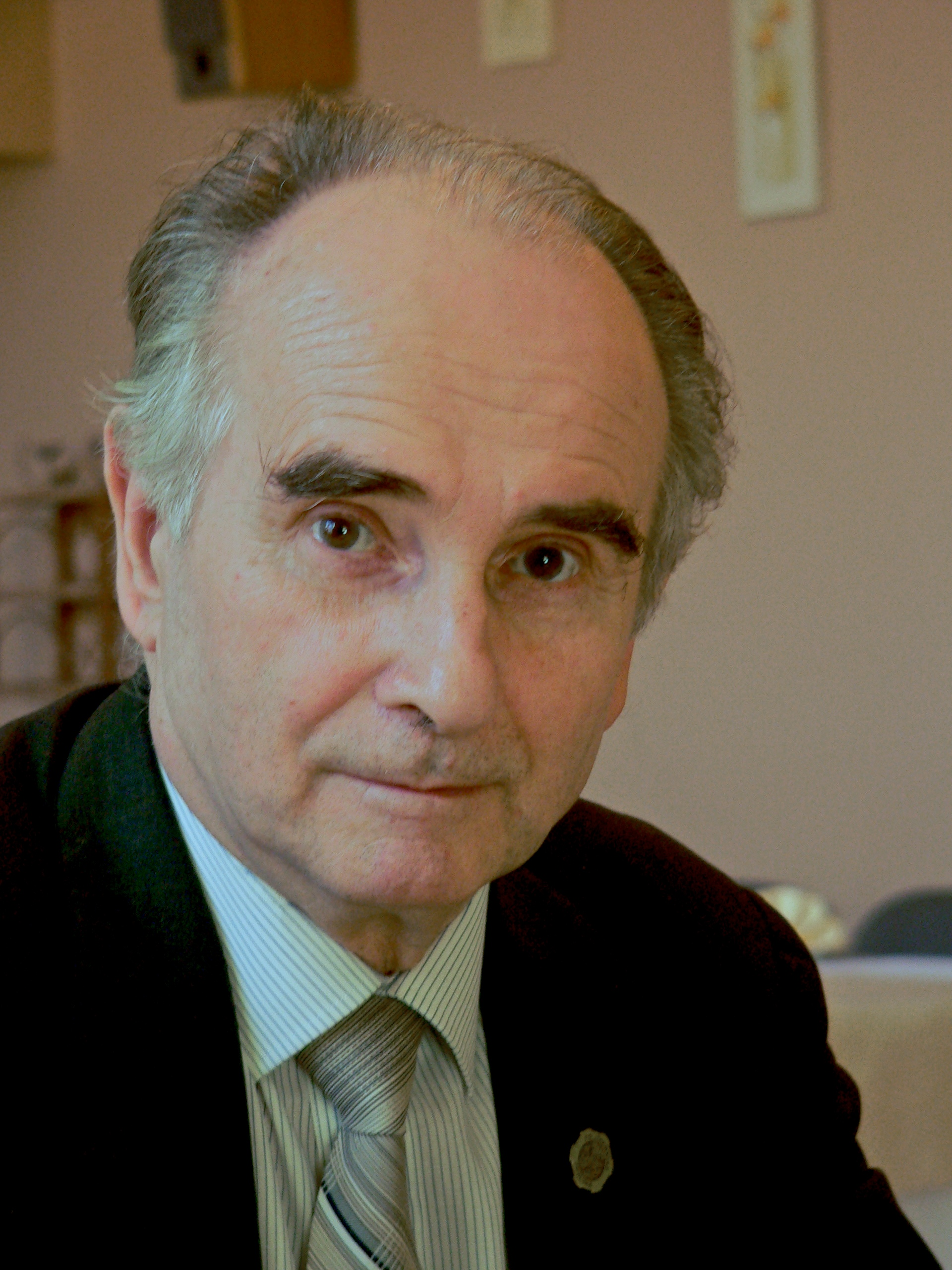
Prof. Roman Jankowiak, dziekan za którego kadencji wydział uzyskał prawo do nadawania stopnia doktora habilitowanego

- 1966–1968: doc. dr inż. Roman Klus

Wydział Budownictwa Lądowego
- 1967–1973: doc. mgr inż. Henryk Todor
- 1973–1974: prof. dr hab. inż. Oswald Mateja (teoria konstrukcji)

Instytut Inżynierii Lądowej
- 1975–1979:
- 1979–1987: doc. dr hab. inż. Jan Gliński (roboty ziemne, surowce mineralne)
- 1987–1991: prof. dr hab. inż. Tadeusz Chmielewski (mechanika budowli)

Wydział Budownictwa
- 1991–1993: prof. dr hab. inż. Tadeusz Chmielewski (mechanika budowli)
- 1993–1999: dr hab. inż. Jerzy Wyrwał, prof. PO (fizyka budowli)
- 1999–2005: prof. dr hab. inż. Tadeusz Chmielewski (mechanika budowli)
- 2005–2008: prof. dr hab. inż. Roman Jankowiak (konstrukcje metalowe)
- 2009–2016: prof. dr hab. inż. Stefania Grzeszczyk (materiały budowlane)
- od 2016 r.: prof. dr hab. inż. Zbigniew Zembaty (inżynieria sejsmiczna)

## Kierunki kształcenia
Wydział Budownictwa i Architektury PO prowadzi studia studia inżynierskie (pierwszego stopnia) na kierunkach:
- architektura (dzienne)
- budownictwo (dzienne i zaoczne)

Po ukończeniu studiów pierwszego stopnia i uzyskaniu tytułu zawodowego inżyniera, ich absolwenci mogą kontynuować dalsze kształcenie w ramach studiów drugiego stopnia (magisterskich uzupełniających) na kierunku budownictwo. Do wyboru są następujące specjalności:
- studia stacjonarne (3 semestry):
  - energooszczędne materiały i obiekty budowlane EMOB
  - inżynieria mostowo-drogowa IMD
  - konstrukcje budowlane i inżynierskie KBI
  - budownictwo podziemne i geotechnika
  - inżynieria materiałów konstrukcyjno-budowlanych
- niestacjonarne (4 semestry):
  - inżynieria mostowo-drogowa IMD
  - konstrukcje budowlane i inżynierskie KBI

Podczas studiów obowiązuje system punktowy ECTS, co umożliwia wymianę międzynarodową studentów w ramach programu Sokrates. Studenci są zaangażowani w prace pięciu kół naukowych.
Ponadto Wydział oferuje następujące studia podyplomowe: 
- budownictwo w energetyce (2 semestry)

Studia doktoranckie (trzeciego stopnia) w następującej dziedzinie:
- budownictwo

Wydział ma uprawnienia do nadawania następujących stopni naukowych:
- doktora nauk technicznych w zakresie: budownictwa,
- doktora habilitowanego nauk technicznych w zakresie: budownictwa.

## Struktura Organizacyjna

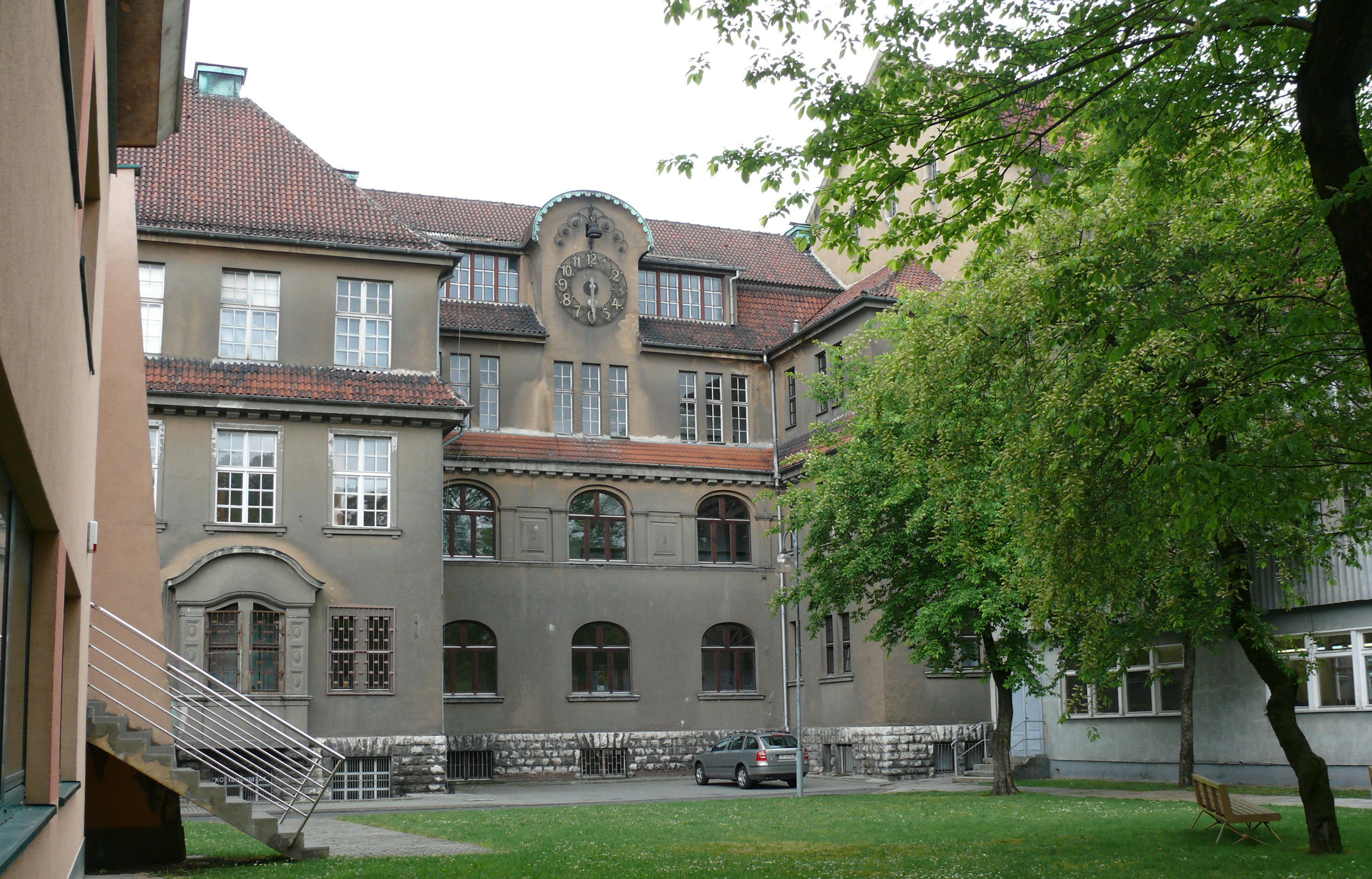
Tyły budynku Wydział Budownictwa PO

Od 2020 roku nastąpiła reorganizacja Katedr Wydziału Budownictwa i Architektury. Obecnie Wydział składa się z 5 Katedr:
- Katedra Architektury i Urbanistyki - Kierownik: dr hab. inż. arch. Monika Adamska
- Katedra Fizyki Materiałów - Kierownik: dr hab. inż. Zbigniew Perkowski
- Katedra Mostów, Geotechniki i Procesów Budowlanych - Kierownik: dr hab. inż. Piotr Górski
- Katedra Inżynierii Materiałów Budowlanych - Kierownik: dr hab. Elżbieta Janowska-Renkas
- Katedra Mechaniki, Konstrukcji Budowlanych i Inżynierskich - Kierownik: dr hab. inż. Seweryn Kokot

Struktura w latach 2016-2020

### Katedra Budownictwa i Architektury
- Kierownik: dr hab. inż. Piotr Obracaj, prof. PO

### Katedra Dróg i Mostów
- Kierownik: dr hab. inż. Lechosław Grabowski, prof. PO
- dr inż. Wojciech Kozłowski

### Katedra Fizyki Materiałów
- Kierownik: prof. dr hab. inż. Jerzy Wyrwał
- prof. dr hab. inż. Jan Kubik

### Katedra Geotechniki i Geodezji
- Kierownik: dr hab. inż. Wojciech Anigacz, prof. PO

### Katedra Inżynierii Materiałów Budowlanych
- Kierownik: prof. dr hab. Stefania Grzeszczyk

### Katedra Inżynierii Systemów i Procesów Budowlanych
- Kierownik: dr hab.inż Adam Rak, prof. PO
- dr Volodymr Boychuk
- mgr inż. Daniel Przywara
- mgr inż. Andrzej Słodziński

### Katedra Konstrukcji Budowlanych i Inżynierskich
- Kierownik: dr hab. Jan Żmuda, prof. PO
- dr inż. Wiktor Abramek
- dr inż. Wiesław Baran
- dr inż. Józef Gigiel

### Katedra Mechaniki Budowli
- Kierownik: prof. dr hab. inż. Zbigniew Zembaty
- prof. dr hab. inż. Tadeusz Chmielewski

## Badania naukowe
Kierunki badań naukowych prowadzonych na wydziale to np.: 
- metody deterministyczne i stochastyczne w statyce i dynamice konstrukcji,
- termomechanika ośrodków wieloskładnikowych i wielofazowych,
- analiza statyczna i dynamiczna konstrukcji powłokowych (analityczna, numeryczna i eksperymentalna),
- zagadnienia ochrony cieplnej budynków,
- budownictwo i architektura obiektów użyteczności publicznej i ogólnej,
- nieliniowe zagadnienia współdziałania budowli z podłożem,
- ocena i rehabilitacja obiektów mostowych,
- kompozytowe materiały budowlane,
- utylizacja odpadów w przemyśle materiałów budowlanych.